# عاتكة بنت عوف
عاتكة بنت عوف الزهرية القرشية صحابية من أهل مكة، وهي أخت الصحابي الجليل عبد الرحمن بن عوف أحد العشرة المبشرون بالجنة، تزوجها مخرمة بن نوفل بن أهَيب الزهري وولدت له: المسور، وصفوان الأكبر، والصلت الأكبر، وام صفوان بنو مخرمة بن نوفل.